# Plunderball
Plunderball is een videospel voor het platform Philips CD-i. Het spel werd uitgebracht in 2002. 